# 카지미에시 푸와스키
카지미에시 미하우 브와디스와프 빅토르 푸와스키(폴란드어: Kazimierz Michał Władysław Wiktor Pułaski [kaˈʑimjɛʐ puˈwaskʲi][*], 영어: Casimir Pulaski 캐지미어 펄래스키[*], 1745년 3월 6일 ~ 1779년 10월 11일)는 미국 독립 전쟁에서 싸운 폴란드의 귀족이자 군인이다.

## 어린 시절
당시 유럽에서 정치적으로 가장 이상했던 국가들 중의 하나인 폴란드-리투아니아 연방의 수도 바르샤바에서 태어났다. 오늘날 우리는 그 정부를 영국과 비슷한 헌법적인 군주국으로 묘사하나 비슷한 점은 여기까지만 갔다. 폴란드-리투아니아에서 국왕은 자신의 전임자로부터 물려받기 보다 왕위에 선출되었으며 그의 권력들은 폴란드 하원 혹은 국회에서 선출한 남성들에 의하여 크게 축소되었다. 폴란드 하원의 의원들은 귀족으로부터 전체적으로 이루어졌으나 그들은 거의 유사 민주주의 제도를 만드는 데 충분히 번호를 매겼다. 더욱 나가서 연방이 그날의 거의 들려지지 않은 종교적 관용을 체택하는 것으로 이끈 로마 가톨릭 다수에 대조적으로 유럽에서 가장 큰 유대인 공동체들 중의 하나임은 물론 폴란드의 국경들 안에서 개신교와 정교회의 상당한 인구를 살았다. 야유적으로 그것은 어린 푸와스키를 그의 집으로부터 강제로 나가게 한 그의 계몽 교육은 물론 정치적 자유주의의 이런 전통들이었다.

## 군사 경력

### 바르 동맹

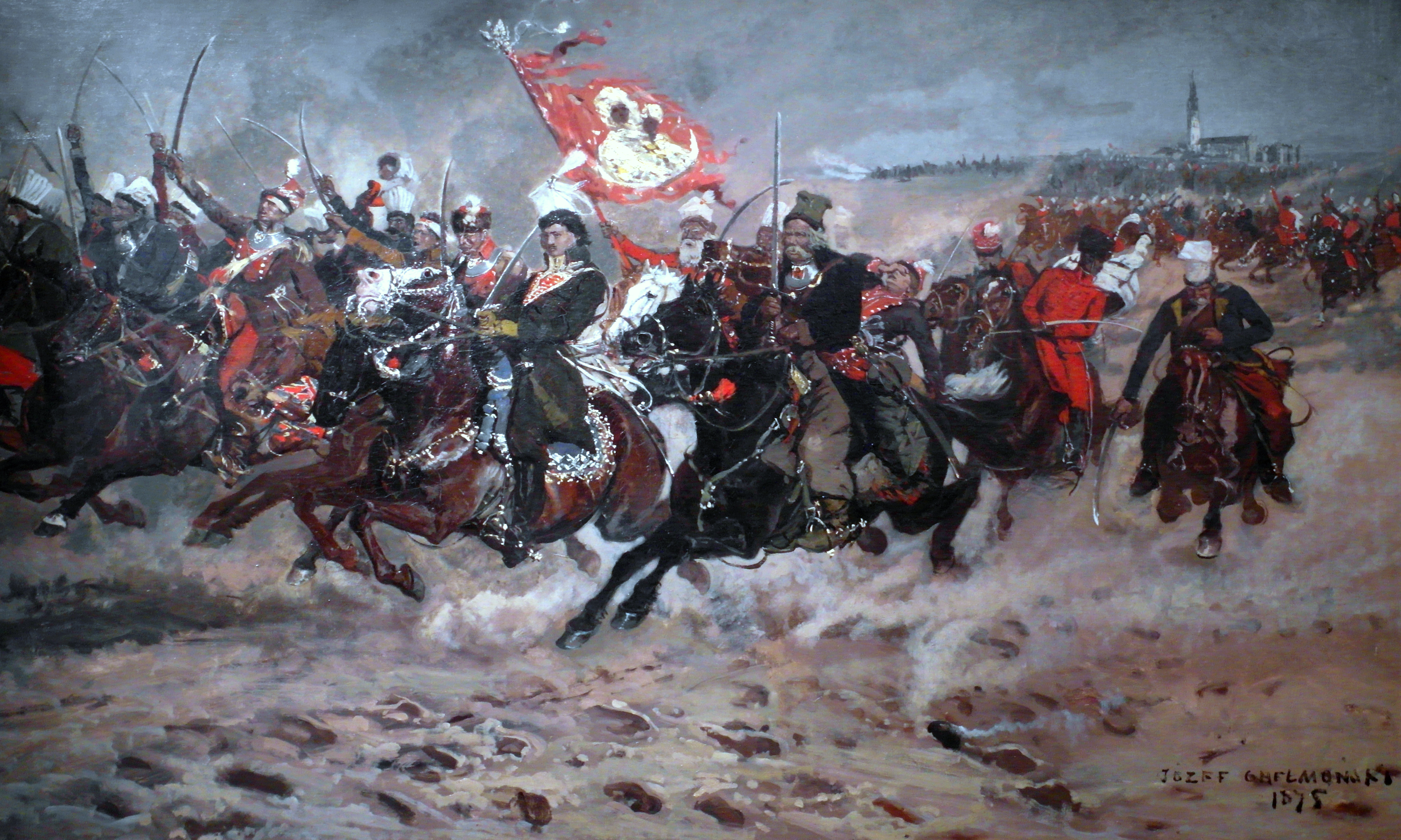
바르 동맹 동안 쳉스토호바에서

18세기에 폴란드는 한번 지내온 막강한 힘이 아니었고 이제 보호국 역할을 하는 데 이웃하는 러시아로부터 무거운 압력에 직면하였다. 1768년 하지만 푸와스키를 포함한 귀족과 애국자들이 바르 동맹을 형성하고 압도적인 러시아의 영향력을 제거하는 데 정부에 대항하는 반란을 선언하였다. 푸와스키는 처음에 작지만 있을 법하지 않은 러시아군에 일련의 승리를 위해 이 전쟁 동안 명성을 얻었다. 자신의 계급의 대부분 폴란드 군인들처럼 그는 기병이었고 모든 계정에 의하여 숙련된 기수이자 검객이었다. 불행하게도 푸와스키는 또한 프랑스와 오스트리아로부터 연맹의 해외 지원을 끝낸 친러시아적 국왕 스타니스와프 2세 아우구스트를 납치하는 데 실패한 시도에 참가하기도 하여 1722년 그 패배와 오스트리아, 러시아, 프로이센 사이에 제1차 폴란드 분할로 이끌었다. 패배와 살인 미수 혐의를 향한 푸와스키는 폴란드를 떠나 프로이센으로, 그러고나서 오스만 제국으로, 결국적으로 프랑스로 달아났다. 프랑스군은 피의자를 자신들의 계급들로 입대하는 데 허용하는 것을 거부하였고, 백작이 채무자의 감옥에서 죽었거나 러시아에 항복한 것으로 미국 독립 전쟁이 기회와 함께 그를 마련하지 않았을 것이다.

### 미국 독립 전쟁

#### 북부 전선
1777년의 봄 푸와스키가 프랑스 주재 미국 공사 벤저민 프랭클린 박사를 만났을 때 인쇄공이 된 외교관은 이미 백작의 이전 착취를 알고 있었다. 이것은 프랭클린과 다른 미국인들이 대륙육군에서 위원을 위하여 유럽의 군사 경력자들로부터 수백 건의 요청이 쏟아지면서 푸와스키를 위하여 좋은 소식이었고, 푸와스키의 명백한 재능과 자유에 대한 열의는 그를 다른 후보들보다 훨씬 앞서게 했다. 많은 프랑스의 공무원들은 또한 만약 잠재적 선동가를 제거만 한다면 프랭클린이 푸와스키를 미국으로 보내는 데 용기를 주기도 했다. 그들은 푸와스키가 스스로 그렇게 하는데 돈이 없으면서 항해를 위하여 지불하는 것마저 제공하였다. 푸와스키는 6월 13일 프랑스로부터 출발하여 40일 후에 보스턴에 도착, 그가 길을 따라 할 수 있었던 것만큼 영어를 많이 배웠다. 치열한 전투에 뛰어들고 싶었던 그는 입대하기 전에 대륙회의의 찬서를 필요했던 상냥하게 귀족에게 알렸던 조지 워싱턴 장군의 야영지로 여행을 떠났다.
주저하지 않은 푸와스키는 결정적인 순간에 전쟁의 가장 중요한 전투들 중의 하나인 브랜디와인 전투로 뛰어들어가기 전에 공식적인 찬성을 기다리는 데 거부하였다. 9월 11일 영국군이 대륙군을 전장에서 강제로 몰아내면서 워싱턴은 자신의 오른쪽 측면이 무너질 뻔했던 잠재적으로 총체적 난국을 일으켜 자신의 군대를 자신의 공포를 깨닫았다. 순식간에 푸와스키는 영국군을 반격하고 대륙군에게 순조롭게 철수하는 시간을 주는 데 자원했다. 논쟁할 시간 없이 대략 30명이나 되는 워싱턴은 자신의 계획되어 있는 용병들을 푸와스키에게 맡기고 폴란드의 지원군이 그의 부하를 직접 전투로 이끄는 것을 보면서 대륙군이 후퇴하는 데 영국군을 충분히 오래 지연시키고 아마 워싱턴의 생명을 구했을 것이다. 이 용감한 행동에 대하여 미국 의회는 즉시 "말의 사령관"이란 존댓말과 함께 푸와스키를 준장으로서 위임하였다. 그는 또한 이어진 달에 저먼타운 전투에 참가하기도 했다.

#### 남부 전선

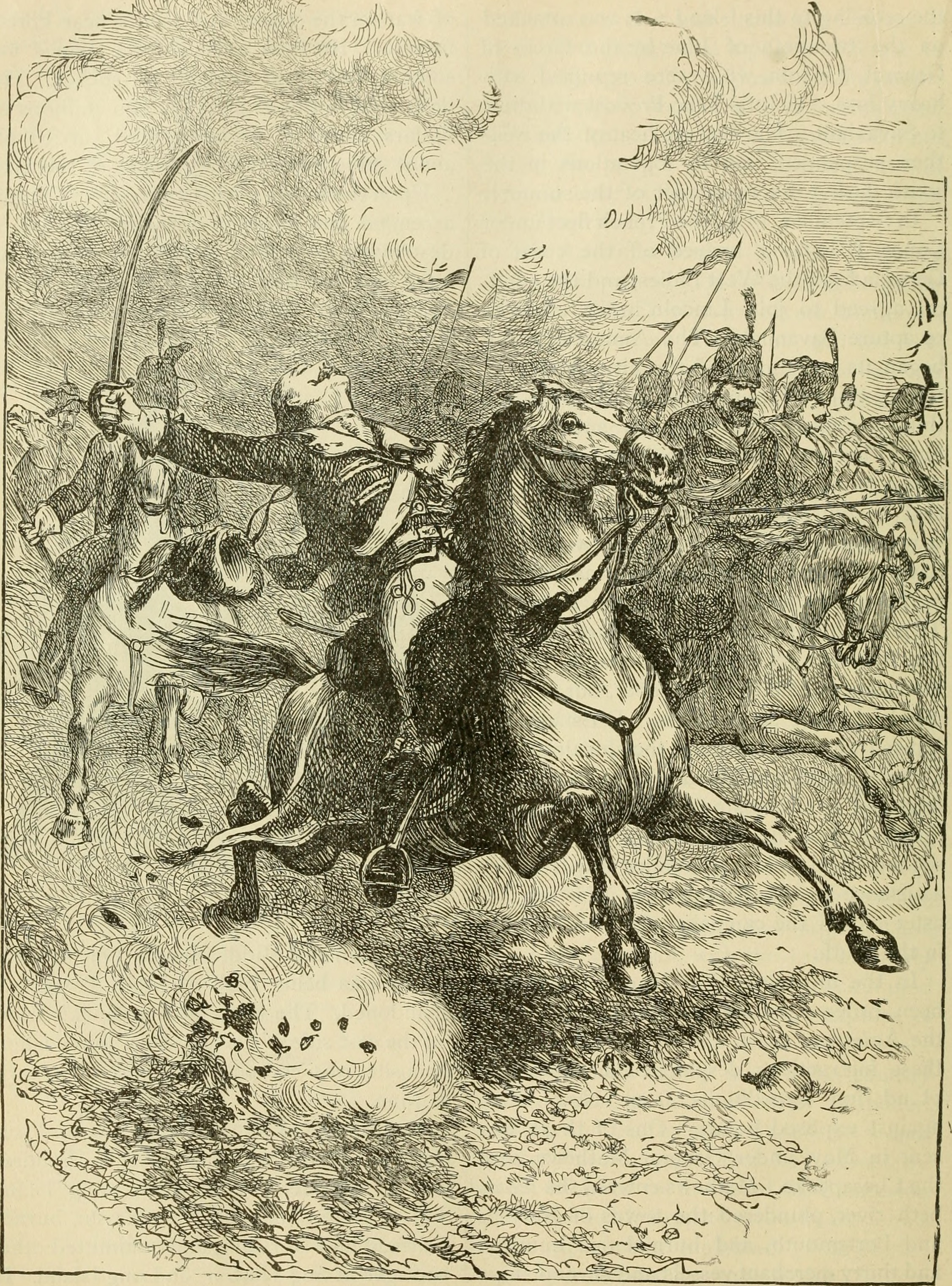
서배너 포위에서 전사하는 푸와스키

푸와스키는 자신이 도착한 것을 말하는 데 대륙군이 정통적으로 기병을 가지지 않으면서 파들을 습격하고 있었던 정찰 순찰에 작은 기병 무리를 이끌던 자신의 장군직의 대부분을 보냈다. 그래도 그에게 그런 상황이 받아들여질 수 없었고, 문제를 해결하기 위해 노력하기 시작하였다. 1778년의 봄 초순에 그는 군대를 위한 독립적인 기병대를 키울 것을 제안하였고 약간의 감독 혹은 자신의 미국인 상대들과 함께 협동과 함께 그렇게 하는 데 허용되어 대부분 그들이 그와 함께 일하고, 그의 헛되고 오만한 태도를 다루는 것을 미워했기 때문이었다. 볼티모어를 주위의 지역으로부터 대부분 신병들을 모집한 푸와스키는 3월 28일 자신의 모국의 스타일의 용기병 혹은 창기병으로 장비 및 무장하고, 그 기준에 맞게 훈련된 자신의 기병 군단을 제시하였다. 많은 대륙육군의 장교들은 부대의 전투력을 높이 평가하였으나 푸와스키는 워싱턴이 그가 독립 전쟁의 이념적 목적들로 저주가 아닌 유럽에서 동정인 왕당파들의 관습들을 의심했던 지방 주민들로부터 공급물과 말들을 요청하기 시작했을 때 결국적으로 선의에 반했다. 1779년 워싱턴은 영국군의 영유권으로부터 오늘날 조지아주의 서배너를 회복하는 데 벤저민 링컨 장군의 행렬에 그를 지지하는 데 명령을 받은 찰스턴으로 푸와스키를 남부로 보냈다. 불행하게도 푸와스키의 특징적인 무모는 그 이상 사우스캐롤라이나에서 그가 더 잘하는 경향이 있었다. 그해 5월 11일 그는 자신의 부하들에게 값비싼 대가를 치룬 찰스턴의 외부에서 오거스틴 프레보스트 준장에 의하여 이끌어진 영국군의 습격자들에게 돌격하였다. 몇달 후에 서배나의 포위 공격의 마지막 날, 푸와스키는 브랜디와인 전투에서 자신의 활약들과 비슷했던 영국군의 위치를 돌격하면서 달아나는 프랑스군의 단체를 결집시키는 시도를 하였으나 포도탄에 맞아 며칠 후에 사망하였다. 그는 알려지지 않은 위치에 완전한 영예와 함께 매장되었고, 그의 군단은 대륙육군의 나머지로 통합되었다.

## 영예와 유산

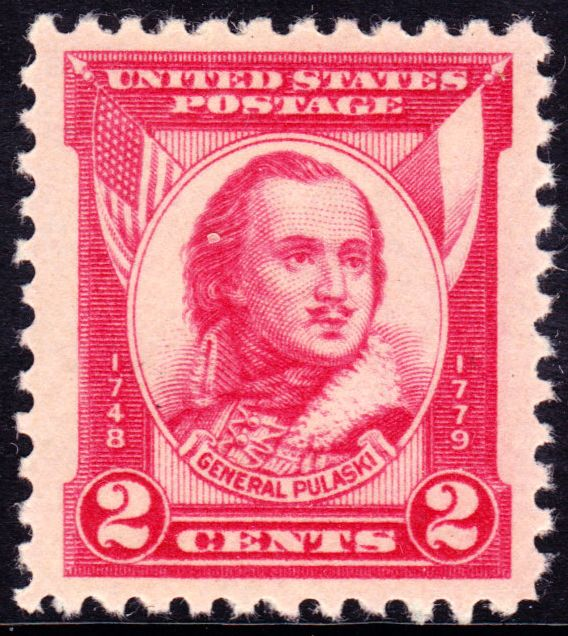
푸와스키가 나온 우표 (1931년 발행)

카지미에시 푸와스키는 동료 폴란드의 지원군 타데우시 코시치우슈코처럼 저명한 사상가가 아니었고, 그는 동시대 사람들에게 크게 미움을 받았다. 하지만 전쟁 후에 그는 자신의 이후의 희생은 물론, 유럽과 북아메리카 둘다에서 자신의 전장의 용맹으로 미국과 폴란드 둘다의 독립의 중요한 상징이 되었다. 2009년 미국 상원은 그에게 여태까지 그런 영예를 얻는 데 8명만의 사람들 중의 하나로 사후의 미국 명예시민을 수여하였다. 군사 역사에서 그는 "미국 기병대의 아버지"로서 오늘날까지 알려졌다.
미국 의회의 결의에 의하여 10월 11일을 "푸와스키의 날"로 정하였고, 시카고를 비롯한 폴란드계의 주민들이 많이사는 지역에서는 푸와스키의 날 축제를 벌이고 있다. 그러나 일리노이주는 3월의 첫 번째 월요일을 그 국경일로 정하였다.

## 같이 보기
- 질베르 뒤 모티에 드 라파예트 후작
- 프리드리히 빌헬름 폰 슈토이벤